# 海南芋
海南芋又名南海芋（学名：Alocasia hainanica）是天南星科海芋属的植物。分布在越南以及中国大陆的海南省等地，常生于山谷疏林中。